# Championnat de CJ Superrace
Le Championnat Superrace (Superrace Championship) est un championnat de course automobile sud-coréenne organisé par Superrace Corp. et reconnu par la KARA (Korea Automobile Racing Association). Elle est divisée en plusieurs catégories différentes (5 en 2021).

## Histoire
Le Championnat Superrace a lieu pour la première fois en 2006
sous l'appellation Championnat GT de Corée (KGTC), elle sera renommée l'année suivante et gardera cette appellation jusqu'à aujourd'hui. Le nom officiel du championnat change selon les années portant le nom de  ses sponsors titres comme CJ O Shopping, TVing, CJ Hello, CJ Logistics et CJ Korea Express (sponsor actuelle).

L'année suivante est introduit une catégorie stock-car donnant naissance à la Super 6000 devenant la catégorie reine du championnat.

En 2012, les courses nocturnes font leur apparition ainsi que le concept de "Motortainment" qui combine sport mécanique et divertissement. Elle permet de contribuer à la popularisation d'un évènement que les spectateurs pourraient apprécier en plus d'une course unique organisée la nuit. Le Championnat de Superrace est considéré comme la première entités à avoir vulgariser les sports mécaniques via la télévision.

Depuis 2013, la tournée asiatique permet de promouvoir l'événement dans les pays voisins en disputant des courses sur les circuits du Japon ou de la Chine, tout en continuant sur les circuits coréens. Ces tournées on permit la création d'un Festival en 2015 qui a lieu tous les ans appelé le Festival du sport automobile Corée-Chine-Japon (ou le Festival du sport automobile d'Asie).
En 2016, la catégorie Super 6000 a été certifiée en tant que série internationale par la FIA. Le circuit Everland Speedway rouvre après huit ans de travaux, à partir de là le Championnat de Superrace gagne en popularité passant de 20 000 spectateurs réunis lors de la manche à l'Everland Speedway en 2018 au double l'année suivante.

À cause du COVID-19, la saison 2020 du Superrace a été repoussé décalant la manche d'ouverture qui aurait dû être en avril au mois de juin. Cette même année un championnat virtuelle est créer, la eSuperrace, il se déroule sur le jeux vidéo Assetto Corsa.
Pour la saison 2022, un championnat pour les constructeurs des pneumatiques est créé.

## Catégories

### Catégories actuelles
- Super 6000:

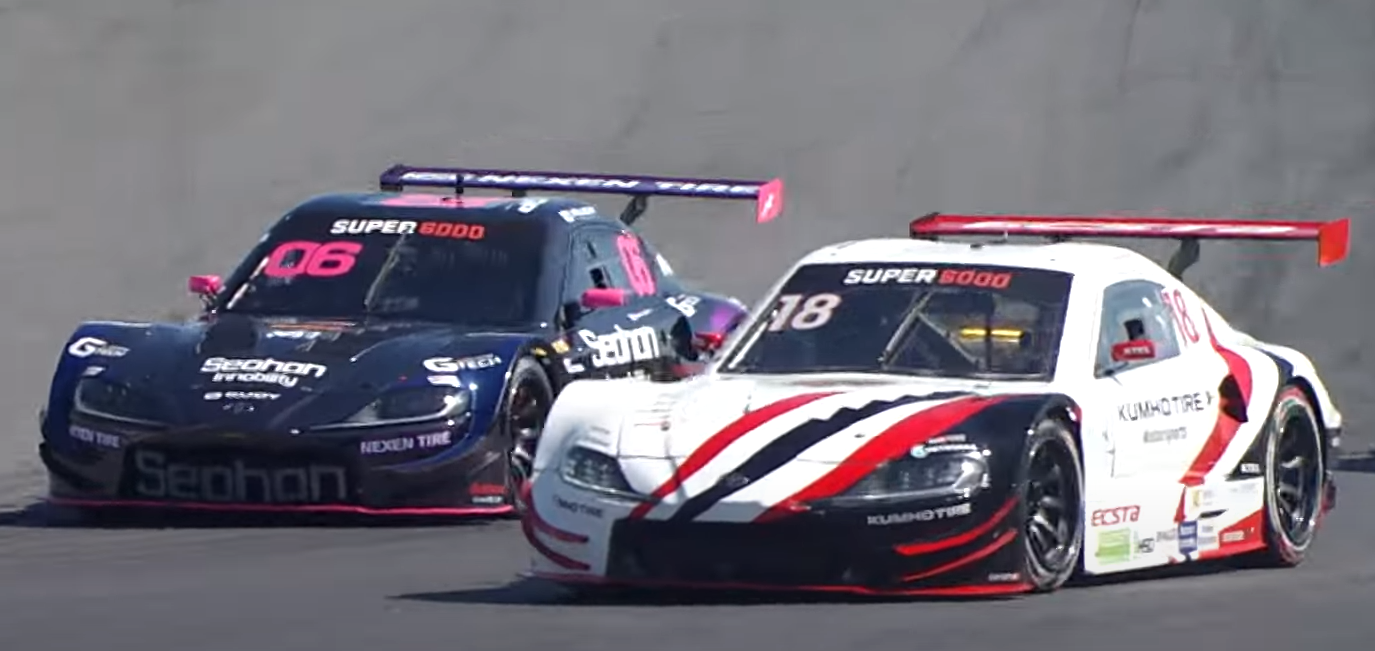
Toyota Supra utilisé depuis 2019

Crée en 2008, la Super 6000 est la catégorie reine du Championnat Superrace où s'affrontent les meilleurs pilotes coréens et étrangers comme Alex Fontana , Roelof Bruins ou l'ancien pilote de Formule 1 Yuji Ide.

Toutes les voitures participants à la catégorie sont équipées de moteurs V8 de 6200cc provenant de General Motors produisant 460 chevaux. La catégorie est dite monomarque, c'est-à-dire que tout le plateau possède la même voiture (moteur, châssis...). Les seuls différences entre chaque voitures sont le poids, dont le minimum est de 1 270 kg mais peut augmenter en fonction des règles de handicap, et les pneumatiques qui peuvent être de marque différentes (3 en 2021). La carrosserie à changer au cours des années: Ourim Motors Spira (2008), Cadillac CTS (2009-2011), Hyundai Genesis (2012-2015), Cadillac ATS-V (2016-2019) et Toyota GR Supra (2020-).
- Kumho GT (GT1 et GT2):

Les participants de la classe KUMHO GT sont des voitures basées sur des véhicules de série, réglés selon les réglementations établies à des fins de course.  Sur la base de la révision 2021 du règlement de la course, seuls les véhicules ayant passé par un processus d'approbation complet impliquant le type de moteur, la cylindrée et d'autres facteurs approuvés par le comité d'organisation permanent peuvent participer.  Selon ces critères, la course est divisée en classes GT1 et GT2.  La classe de course GT est particulièrement intéressante en raison des nombreuses variables qui y sont présentes ;  le changement dans les performances du véhicule dû au réglage, les capacités individuelles des pilotes et surtout l’utilisation simultanée sur piste des courses GT1 et GT2 en font quelque chose que vous ne pouvez pas quitter des yeux.
- Cadillac CT4 Class:

La classe Cadillac CT4 est une classe de course nouvellement introduite pour la saison 2021.  Il s’agit d’une série de courses monotype mettant en vedette le modèle CT4 de berline sport Cadillac 2020.  La participation est autorisée avec un minimum de réglage R et la course doit se dérouler sous forme de contre-la-montre.  La possession d'une licence KARA niveau C est requise pour la participation. La Cadillac CT4 est équipée d'un moteur 4 cylindres en ligne de 2 000 cm3 développant environ 240 chevaux.
- Kolon Motors M Class:

La Classe M a été récemment créée comme l'une des classes officielles du Championnat Superrace en 2018. Il s'agit d'une série de courses monotype mettant en vedette le modèle Coupé M4 (F82), la gamme de voitures de sport hautes performances de BMW.  Le coupé M4 de BMW peut atteindre jusqu’à 450 chevaux avec ses moteurs turbo turbo de 6 cylindres en ligne de 3,0 L.  Une série de courses monomarque M4 Coupé a eu lieu pour la première fois au monde lors du championnat Superrace et est à ce jour la seule du genre. Comme le véhicule a subi peu de réglages autres que les mesures de sécurité du conducteur, la classe de course présente au public les véritables performances et le potentiel du modèle M4 Coupé.  La course est une classe semi-professionnelle à laquelle les pilotes titulaires d'une licence de niveau B de la Korean Automobile Racing Association (KARA) sont autorisés à participer.
- Radical Cup Korea:

La Radical Race Series a eu lieu pour la première fois en Angleterre, berceau du sport automobile.  La série s'est répandue dans le monde entier et se déroule entre autres en Amérique du Nord, au Moyen-Orient et en Australie.  Les voitures de courses Radical ressemblent aux voitures de Formule dans le sens où le conducteur est exposé à l’extérieur, mais les roues sont recouvertes par la carrosserie du véhicule, ce qui les distingue.  La Radical Cup Korea du championnat Superrace est divisée en classes SR1 et SR3 en fonction des modèles de véhicules.  Le SR1 est équipé d'un moteur quatre cylindres de 1 340 cm3 développant jusqu'à 182 chevaux.  Étant donné que le véhicule ne pèse que 490 kg, il atteint 0 à 100 km/h en 3,5 secondes avec une vitesse maximale de 222 km/h.  Le SR3 peut choisir un moteur de 1 340 cm3 ou de 1 500 cm3.  La puissance maximale des deux modèles est respectivement de 195 et 226.  Le véhicule pèse 615 kilogrammes.  En termes de performances, les véhicules sont aussi compétents qu'une supercar, et avec un appui puissant et une conception aérodynamique augmentant l'adhérence et réduisant la traînée, ils offrent un mouvement robuste et rapide.

## Événements notables
Le championnat s'est déroulé sur d'autres circuits en-dehors de la Corée du Sud, comme le Japon ou la Chine.
- Autopolis (2014)[5]
- Shanghai International Circuit (2014-2015)[5],[6]
- Fuji Speedway (2015)[6]
- Guangdong International Circuit (en) (2015)[6]

## Retransmission
Le Championnat est retransmis, via la télévision coréenne, mais varie selon la catégorie. La Super 6000 et la catégorie GT (GT1 & GT2) sont retransmises en direct sur Channel A, Channel A Plus, XtvN et IB Sport. Le championnat entier est diffusé dans le monde entier via leur site officiel et leur réseaux sociaux (YouTube, Facebook, Kakao TV et Naver TV)
Le championnat est l'un des premiers avec le Championnat du monde de rallycross FIA a utilisé des drones pour filmer de plus près les batailles sur la piste.
Les caméras interieurs ("onboard" en anglais) qui étaient au nombre de 3 passeront à 10 en 2022 et seront installés dans les 10 meilleures pilotes des qualifications. Des informations sur la course via la télémétrie est aussi retransmis aux téléspectateurs comme le nombre de tours par minute, la vitesse, l'écart entre chaque pilote... Ce système d'affichage est utilisé dans tous les championnats de sport mécanique.

## Règles

### Qualification
Pour la catégorie Super 6000, la qualification est séparée en 3 séances différentes. La Q1 où tous les pilotes inscrit à la course participent à la séance, la Q2 où seuls les 15 meilleures pilotes de la Q1 peuvent participer, puis les 10 meilleures pilotes de la Q2 participe à la Q3. La Q1 dure 15 minutes et la Q2 10 minutes. Les meilleurs temps de la Q3, Q2 puis Q1 définissent la grille pour le départ de la course. Des points sont attribués aux 3 premiers de la Q3 (1er = 3 points, 2e = 2 points, 3e = 1 point).
Les autres catégories n'utilisent qu'une seule séance de qualification, seul le temps diffère entre les catégories variant entre 15 et 30 minutes.
La catégorie Kolon M ajoute un handicap pour les 3 meilleures de la séance.
En 2020, la règle des 107% est introduite pour limiter la participation à la course au pilotes les plus lents. Utilisé dans beaucoup de championnats automobiles, cette règle stipule qu'un pilote peut participer à la course si son temps en qualification (Q1 pour la Super 6000) en inférieur à 107% du meilleur temps de la séance.

### Course
Le format course sprint est utilisé dans toutes les catégories du championnat, c'est-à-dire que les pilotes doivent réaliser un nombre de tour défini. Seul La Cadillac CT4 se déroule avec un format de course chronométré, ce format dit qu'une course est terminé lorsque le chronomètre est égal à 0.
Le départ lancé est utilisé dans la Super 6000 ,.

## Titres
| Saison | Championnat                                 | Catégorie                                  | Champion pilotes   | Champion équipes         | Champion pneus |
| ------ | ------------------------------------------- | ------------------------------------------ | ------------------ | ------------------------ | -------------- |
| 2006   | Championnat GT de Corée                     | GT-1                                       | Hwang Jinwoo       |                          |                |
| 2006   | Championnat GT de Corée                     | GT-2                                       | Kwon Ohsoo         |                          |                |
| 2006   | Championnat GT de Corée                     | Touring A                                  | Ruy Siwon          |                          |                |
| 2006   | Championnat GT de Corée                     | Touring B                                  | Yoon Jaeyoung      |                          |                |
| 2006   | Championnat GT de Corée                     | Formule 1800                               | Kim Joontae        |                          |                |
| 2007   | Championnat CJ Superrace                    | GT                                         | Steven Cho         |                          |                |
| 2007   | Championnat CJ Superrace                    | Touring A                                  | Oh Ilki            |                          |                |
| 2007   | Championnat CJ Superrace                    | Touring B                                  | Han Chiwoo         |                          |                |
| 2007   | Championnat CJ Superrace                    | Formule 1800                               | Kim Jong-gyeom     |                          |                |
| 2008   | Championnat CJ Superrace                    | Super 6000                                 | Steven Cho         |                          |                |
| 2008   | Championnat CJ Superrace                    | GT                                         | Park Sangmoo       |                          |                |
| 2008   | Championnat CJ Superrace                    | Super 2000                                 | Lee Jaewoo         |                          |                |
| 2008   | Championnat CJ Superrace                    | Super 1600                                 | Kim Jinpyo         |                          |                |
| 2009   | Championnat CJ O Superrace                  | Super 6000                                 | Kim Euisoo         |                          |                |
| 2009   | Championnat CJ O Superrace                  | Super 3800                                 | Steven Cho         |                          |                |
| 2009   | Championnat CJ O Superrace                  | Super 2000                                 | Lee Jaewoo         |                          |                |
| 2009   | Championnat CJ O Superrace                  | Super 1600                                 | Park Sihyun        |                          |                |
| 2010   | Championnat Hello TV CJ Tving.com Superrace | Super 6000                                 | Taku Bamba         |                          |                |
| 2010   | Championnat Hello TV CJ Tving.com Superrace | Genesis Coupe                              | Jang Soonho        |                          |                |
| 2010   | Championnat Hello TV CJ Tving.com Superrace | Super 2000                                 | Lee Jaewoo         |                          |                |
| 2010   | Championnat Hello TV CJ Tving.com Superrace | NEXEN N9000                                | Jeong Hoewon       |                          |                |
| 2011   | Championnat Hello TV CJ Tving.com Superrace | Super 6000                                 | Kim Euisoo         |                          |                |
| 2011   | Championnat Hello TV CJ Tving.com Superrace | Genesis Coupe                              | Yoo Kyungouk       |                          |                |
| 2011   | Championnat Hello TV CJ Tving.com Superrace | Super 2000                                 | Lee Jaewoo         |                          |                |
| 2011   | Championnat Hello TV CJ Tving.com Superrace | NEXEN N9000                                | Joo Jinwan         |                          |                |
| 2012   | Championnat CJ Hello Mobile Superrace       | Super 6000                                 | Kim Euisoo         |                          |                |
| 2012   | Championnat CJ Hello Mobile Superrace       | ECSTA GT                                   | Yoo Kyungouk       |                          |                |
| 2012   | Championnat CJ Hello Mobile Superrace       | Ventus                                     | Kim Teaho          |                          |                |
| 2012   | Championnat CJ Hello Mobile Superrace       | NEXEN N9000                                | Yoon Kwangsoo      |                          |                |
| 2013   | Championnat CJ Hello Vision Superrace       | Super 6000                                 | Hwang Jinwoo       |                          |                |
| 2013   | Championnat CJ Hello Vision Superrace       | GT                                         | Choi Heamin        |                          |                |
| 2013   | Championnat CJ Hello Vision Superrace       | Ventus                                     | Kim Teaho          |                          |                |
| 2013   | Championnat CJ Hello Vision Superrace       | NEXEN N9000                                | Kim Hyokyum        |                          |                |
| 2014   | Championnat CJ Hello Mobile Superrace       | Super 6000                                 | Steven Cho         | CJ Racing                |                |
| 2014   | Championnat CJ Hello Mobile Superrace       | GT                                         | Lee Jaewoo         |                          |                |
| 2014   | Championnat CJ Hello Mobile Superrace       | Super 1600                                 | Yang Yonghyeok     |                          |                |
| 2014   | Championnat CJ Hello Mobile Superrace       | ECSTA V720 Cruze                           | Kim Teaho          |                          |                |
| 2014   | Championnat CJ Hello Mobile Superrace       | ECSTA V720 Accent                          | Choi Kwangsung     |                          |                |
| 2015   | Championnat CJ Hello Mobile Superrace       | Super 6000                                 | Tim Bergmeister    | ECSTA Racing             |                |
| 2015   | Championnat CJ Hello Mobile Superrace       | GT                                         | An Jaemo           |                          |                |
| 2015   | Championnat CJ Hello Mobile Superrace       | Super 1600                                 | Kim Hyokyum        |                          |                |
| 2015   | Championnat CJ Hello Mobile Superrace       | ECSTA V720 Cruze                           | Jeong Juseop       |                          |                |
| 2015   | Championnat CJ Hello Mobile Superrace       | ECSTA V720 Accent                          | Won Sangyeon       |                          |                |
| 2016   | Championnat CJ Logistics Superrace          | SK ZIC Super 6000                          | Jung Euichul       | ECSTA Racing             |                |
| 2016   | Championnat CJ Logistics Superrace          | GT-1                                       | Roelof Bruins (en) | Seohan Purple Motorsport |                |
| 2016   | Championnat CJ Logistics Superrace          | GT-2                                       | Han Minkwan        |                          |                |
| 2016   | Championnat CJ Logistics Superrace          | GT-3                                       | Kim Daehyeok       |                          |                |
| 2016   | Championnat CJ Logistics Superrace          | GT-4                                       | Jung Seoungchul    |                          |                |
| 2016   | Championnat CJ Logistics Superrace          | Shell Helix Ultra 1600                     | Lee Juneun         |                          |                |
| 2016   | Championnat CJ Logistics Superrace          | ECSTA V720 Cruze                           | Jeong Jiwon        |                          |                |
| 2016   | Championnat CJ Logistics Superrace          | ECSTA V720 Accent                          | Lee Joonghoon      |                          |                |
| 2017   | Championnat CJ Logistics Superrace          | Cadillac Super 6000                        | Steven Cho         | Atlas BX Motorsports     |                |
| 2017   | Championnat CJ Logistics Superrace          | GT-1                                       | Kim Jongkyum       | Seohan Purple-Blue       |                |
| 2017   | Championnat CJ Logistics Superrace          | GT-2                                       | Lee Dongho         |                          |                |
| 2017   | Championnat CJ Logistics Superrace          | GT-3                                       | Kim Yangho         |                          |                |
| 2017   | Championnat CJ Logistics Superrace          | GT-4                                       | Yu Junseo          |                          |                |
| 2017   | Championnat CJ Logistics Superrace          | Avante Cup Masters                         | Park Dongsup       |                          |                |
| 2018   | Championnat CJ Logistics Superrace          | Cadillac Super 6000                        | Kim Jongkyum       | Atlas BX Motorsports     |                |
| 2018   | Championnat CJ Logistics Superrace          | ASA GT                                     | Jung Kyunghun      | Beat R&D                 |                |
| 2018   | Championnat CJ Logistics Superrace          | BMW M                                      | Hyeon Jaebok       |                          |                |
| 2019   | Championnat CJ Logistics Superrace          | ASA Super 6000                             | Kim Jongkyum       | Atlas BX Motorsports     |                |
| 2019   | Championnat CJ Logistics Superrace          | GT-1                                       | Jong Kyunghun      |                          |                |
| 2019   | Championnat CJ Logistics Superrace          | GT-2                                       | Bak Heechan        |                          |                |
| 2019   | Championnat CJ Logistics Superrace          | BMW M                                      | John Kwon          |                          |                |
| 2019   | Championnat CJ Logistics Superrace          | Radical Cup Asia                           | Sohn Inyoung       |                          |                |
| 2019   | Championnat CJ Logistics Superrace          | Mini Challenge Korea                       |                    |                          |                |
| 2019   | Championnat CJ Logistics Superrace          | ㄴ Cooper JCW                              | Jo Hancheol        |                          |                |
| 2019   | Championnat CJ Logistics Superrace          | ㄴ Cooper S                                | Kim Hyeonyi        |                          |                |
| 2019   | Championnat CJ Logistics Superrace          | ㄴ Lady                                    | Lee Hayoon         |                          |                |
| 2020   | Championnat CJ Logistics Superrace          | Super 6000                                 | Jung Euichul       | ECSTA Racing             |                |
| 2020   | Championnat CJ Logistics Superrace          | Kumho GT-1                                 | Jung Kyunghun      |                          |                |
| 2020   | Championnat CJ Logistics Superrace          | Kumho GT-2                                 | Park Dongsup       |                          |                |
| 2020   | Championnat CJ Logistics Superrace          | BMW M                                      | Kip Hyogyum        |                          |                |
| 2020   | Championnat CJ Logistics Superrace          | Radical Cup Korea                          | Kim Hyunjun        |                          |                |
| 2021   | Championnat CJ Logistics Superrace          | Samsung Fire & Marine Insurance Super 6000 | Kim Jongkyum       | Atlas BX Motorsports     |                |
| 2021   | Championnat CJ Logistics Superrace          | Kumho GT-1                                 | Jung Kyunghun      |                          |                |
| 2021   | Championnat CJ Logistics Superrace          | Kumho GT-2                                 | Kim Seong Hoon     |                          |                |
| 2021   | Championnat CJ Logistics Superrace          | Cadillac CT4                               | Byun Jeong Ho      |                          |                |
| 2021   | Championnat CJ Logistics Superrace          | Kolo Motors (BMW) M                        | John Kwon          |                          |                |
| 2021   | Championnat CJ Logistics Superrace          | Radical Cup Korea                          | Kim Donyoung       |                          |                |
| 2022   | Championnat CJ Korea Express Superrace      | Super 6000                                 | Kim Jongkyum       | Atlas BX Motorsports     | Hankook        |
| 2022   | Championnat CJ Korea Express Superrace      | Kumho GT-1                                 | Jung Kyunghun      |                          |                |
| 2022   | Championnat CJ Korea Express Superrace      | Kumho GT-2                                 | Park Jaehong       |                          |                |
| 2022   | Championnat CJ Korea Express Superrace      | Cadillac CT4                               | Kim Moonsu         |                          |                |
| 2022   | Championnat CJ Korea Express Superrace      | Kolon Motors (BMW) M                       | Han Sanggyoo       |                          |                |
| 2022   | Championnat CJ Korea Express Superrace      | Sport Prototype Cup Korea                  | Park Sabina        |                          |                |
| 2023   | Championnat CJ Logistics Superrace          | Super 6000                                 | Lee Chanjoon       | ECSTA Racing             | Nexen          |
| 2023   | Championnat CJ Logistics Superrace          | Kumho GT                                   | Jung Kyunghun      |                          |                |
| 2023   | Championnat CJ Logistics Superrace          | BMW M Class                                | Kim Minhyun        |                          |                |
| 2024   | Championnat CJ Logistics Superrace          | Super 6000                                 | TBA                | TBA                      | TBA            |
| 2024   | Championnat CJ Logistics Superrace          | Kumho GT                                   | TBA                |                          |                |
| 2024   | Championnat CJ Logistics Superrace          | BMW M Class                                | TBA                |                          |                |

Super 6000
| Titres | Pilote          | Années              |
| ------ | --------------- | ------------------- |
| 4      | Kim Jongkyum    | 2018 2019 2021 2022 |
| 3      | Steven Cho      | 2008 2014 2017      |
| 3      | Kim Euisoo      | 2009 2011 2012      |
| 2      | Jung Euichul    | 2016 2020           |
| 1      | Taku Bamba      | 2010                |
| 1      | Wang Jaewoo     | 2013                |
| 1      | Tim Bergmeister | 2015                |
| 1      | Lee Chanjoon    | 2023                |

En Gras les pilotes courant actuellement 